# بروکسی‌کینولین
بروکسی‌کینولین (انگلیسی: Broxyquinoline) یک عامل ضد تک یاخته است.